# Ondavka
Ondavka este o comună slovacă, aflată în districtul Bardejov din regiunea Prešov. Localitatea se află la altitudinea de 480 m deasupra n.m., se întinde pe o suprafață de 3,47 km2 și în 2017 număra 15 locuitori. Se învecinează cu comuna Vyšná Polianka.

## Istoric
Localitatea Ondavka este atestată documentar din 1618.

## Demografie
| An:                | 1994 | 2004    | 2014    | 2024    |
| ------------------ | ---- | ------- | ------- | ------- |
| Număr de persoane: | 42   | 33      | 18      | 10      |
| Diferență:         |      | −21,42% | −45,45% | −44,44% |

| An:                | 2023 | 2024   |
| ------------------ | ---- | ------ |
| Număr de persoane: | 11   | 10     |
| Diferență:         |      | −9,09% |